# Phytoliriomyza fusculoides
Phytoliriomyza fusculoides este o specie de muște din genul Phytoliriomyza, familia Agromyzidae, descrisă de Spencer în anul 1973.
Este endemică în Dominica. Conform Catalogue of Life specia Phytoliriomyza fusculoides nu are subspecii cunoscute.